# مک‌کوک (نبراسکا)
مک‌کوک(به انگلیسی: McCook) شهری در ایالت نبراسکا کشور ایالات متحده آمریکا است که جمعیت آن در سرشماری سال ۲۰۱۰ میلادی، ۷٬۶۹۸ نفر بوده‌است.